# Polyortha atroperla
Polyortha atroperla är en fjärilsart som beskrevs av Józef Razowski 1980. Polyortha atroperla ingår i släktet Polyortha och familjen vecklare. Inga underarter finns listade i Catalogue of Life.